# النصر الرياضي
مركز النصر الرياضي (بالإنجليزية: Al-nasser Al-riyadi store) قام بتأسيسه فيصل الرشيد في سنة 1984 و كان في بداياته مجرد محل صغير في جليب الشيوخ يبيع الأجهزة الرياضية وإكسسواراتها، بدأت تنتشر فروع النصر بعد الإقبال على المنتجات واليوم يوجد 50 فرع منتشرة في أنحاء الكويت كما أن هناك فروع أخرى خارج الكويت في السعودية، العراق، البحرين، مصر، باكستان وأستراليا، يمتلك النصر الرياضي علامته التجارية لبيع الأجهزة الرياضية، الأحذية والملابس وغيرها الكثير.